# Kurzperiodisch
Als kurzperiodisch werden in der Astronomie Schwingungs- oder andere periodische Phänomene bezeichnet, die eine Periodendauer weit unter dem Durchschnittswert haben.
Dabei kann der Wert selbst – je nach betrachtetem Phänomen – sehr verschieden groß sein:
- Bei den kürzesten Effekten der Polbewegung einige Stunden
- Bei den kurzperiodisch Veränderlichen eine Lichtkurve mit Wiederholungsdauer von typischerweise einigen Tagen
- bei der kurzperiodischen Nutation der Erdachse Perioden von 5 bis 14 Tagen. Der halbe Monat steht dabei in starkem Kontrast zur langperiodischen Nutation von 18,6 Jahren
- Demgegenüber umrunden die kurzperiodischen Kometen die Sonne mit Umlaufzeiten von etwa 3 bis 200 Jahren. Der Komet Halley (76 Jahre) wurde vor einigen Jahrzehnten noch als langperiodisch bezeichnet, doch kennt man inzwischen zahlreiche dieser Himmelskörper, deren Wiederkehr in die Jahrtausende geht.